# NGC 5520
NGC 5520 este o galaxie spirală situată în constelația Boarul. A fost descoperită în 15 mai 1787 de către William Herschel. Se află la o distanță de 40,18 de megaparseci de Pământ.